# حسین‌آباد (زیرکوه)
حسین آباد روستایی در دهستان زیرکوه بخش مرکزی شهرستان زیرکوه استان خراسان جنوبی ایران است. بر پایه سرشماری عمومی نفوس و مسکن در سال ۱۳۹۰ جمعیت این روستا ۳۳۶ نفر (در ۷۷ خانوار) بوده است.